# Макрогузова, Надежда Алексеевна
Надежда Алексеевна Макрогузова (род. 2 апреля 1997, Братск) — российская волейболистка, бронзовый призёр чемпионата Европы по пляжному волейболу (2020), мастер спорта России международного класса (2021).

## Спортивная карьера
Первые шаги в волейболе Надежда Макрогузова делала вместе со старшей сестрой Екатериной в посёлке Октябрьском Тбилисского района Краснодарского края. Отец спортсменок, Алексей Макрогузов, играл в волейбол во время учёбы в Братском индустриальном институте, а после переезда на Кубань занялся тренерской деятельностью, открыв спортивную секцию и создав песчаный корт для пляжного волейбола. Он был первым и личным тренером своих дочерей.
В начале карьеры Надежда Макрогузова совмещала классический волейбол с пляжным. В 2012 году в составе сборной Краснодарского края она выиграла серебро и звание лучшего игрока атакующего плана на первенстве России среди девушек в Лосино-Петровском, а в паре с Анной Горбуновой заняла 5-е место на юниорском чемпионате Европы по пляжному волейболу в Брно.
Летом 2013 года в паре с Дарьей Рудых провела дебютный этап Мирового тура в Анапе и стала чемпионкой Европы среди юниорок до 18 лет в Молодечно, а вместе с Анной Горбуновой выиграла серебряную медаль на первенстве мира до 19 лет в Порту. В июне 2014 года Макрогузова и Рудых дебютировали на взрослом чемпионате Европы в Куарту-Сант-Элене, где смогли выйти из группы, но в первом раунде плей-офф уступили испанкам Эльзе Бакерисо и Лилиане Фернандес. В августе 2014 года Макрогузова и Рудых заняли 4-е место на юношеских Олимпийских играх в Нанкине.
В 2015 году Надежда Макрогузова в паре со Светланой Холоминой стала бронзовым призёром чемпионата Европы до 20 лет в Ларнаке, а вместе с сестрой Екатериной выиграла бронзу чемпионата России. С начала сезона-2016 основной напарницей кубанской волейболистки была Ольга Мотрич, однако в июле по решению тренерского штаба сборной России Макрогузова была заявлена в пару к опытной Екатерине Бирловой на Континентальный Кубок в Сочи, где разыгрывались две последние путёвки на Олимпийские игры. Новая команда, которая перед стартом ответственного турнира имела лишь шесть дней совместных тренировок, выиграла 5 из 6 матчей и добыла олимпийскую лицензию, но на сами Игры, которые стартовали в Рио-де-Жанейро через месяц, Бирлова отправилась со своей основной партнёршей Евгенией Уколовой.
В 2017 году Макрогузова и Бирлова провели ещё несколько турниров, показав лучший результат (2-е место) на этапе Евротура серии «Мастерс» в Бадене. В том же сезоне постоянной напарницей Макрогузовой на молодёжных, а впоследствии и на взрослых соревнованиях стала Светлана Холомина, с которой она дважды становилась чемпионкой Европы в возрастной категории до 22 лет (2017, 2018) и дважды выигрывала серебро на чемпионатах мира до 21 года (2016, 2017).
В июне — июле 2019 года Макрогузова и Холомина дошли до четвертьфинала чемпионата мира в Гамбурге, что стало лучшим результатом за всё время участия российских пляжниц в мировых первенствах. В 1/8 финала они сенсационно обыграли бразильский дуэт Агата / Дуда (22:20, 18:21, 22:20), но затем уступили австралийкам Мариафе Артачо дель Солар и Талике Клэнси. Вскоре последовала победа на этапе Мирового тура в Эшпинью, где россиянки вновь оказались сильнее Агаты и Дуды, а в финале выиграли у американок Келли Клаес и Сары Спонсил. В октябре 2019 года Макрогузова в паре с Дарьей Рудых стала бронзовым призёром VII Всемирных военных игр в Ухане.
В сентябре 2020 года в паре с Холоминой выиграла бронзу на чемпионате Европы в Юрмале. Летом 2021 года, на пути к Олимпийским играм в Токио, россиянки дважды становились призёрами этапов Мирового тура. Олимпийский турнир они начали с трёх побед в группе, но в 1/8 финала проиграли Тине Граудине и Анастасии Кравченок из Латвии. В завершение сезона команда выступила в финале Мирового тура в Кальяри, где заняла 4-е место.
В национальных соревнованиях Надежда Макрогузова выступала за краснодарский Центр олимпийской подготовки по пляжным видам спорта, а с 2019 года представляет московское «Динамо». В чемпионате России-2022, который впервые проходил в расширенном формате из-за отстранения россиян от официальных международных турниров, пара Макрогузова / Холомина выиграла 11 этапов из 12, в которых принимала участие, включая финальный турнир, и выдала серию из 63 победных матчей подряд. В 2023 году Макрогузова в паре с Екатериной Бирловой и Светланой Холоминой выиграла 10 этапов чемпионата России и во второй раз стала чемпионкой страны. В сезоне 2024 года выиграла по два этапа национального первенства с Александрой Ганенко и Светланой Холоминой и защитила чемпионское звание. 

## Достижения и результаты
- Участница Олимпийских игр-2020 (9-е место).
- Бронзовый призёр чемпионата Европы (2020). Другие выступления: 2014, 2016, 2018, 2019 — 17-е место; 2017 — 5-е место.
- Выступления на чемпионатах мира: 2017 — 33-е место, 2019 — 5-е место.
- Призовые места на этапах Мирового тура:
  - 1-е — Анапа-2018 (1*), Эшпинью-2019 (4*),
  - 2-е — Канкун-2021 (4*),
  - 3-е — Сочи-2021 (4*).
- Серебряный призёр этапа Евротура в Бадене (2017).
- Бронзовый призёр Всемирных военных игр (2019).
- Чемпионка России (2022, 2023, 2024), бронзовый призёр чемпионатов России (2015, 2020, 2021).
- Обладатель (2023), серебряный (2020) и бронзовый (2024) призёр Кубка России.
- Чемпионка всероссийской Спартакиады (2022).
- Серебряный призёр чемпионата мира U19 (2013).
- Серебряный призёр чемпионата мира U21 (2016, 2017).
- Чемпионка Европы U18 (2013).
- Чемпионка Европы U22 (2017, 2018).
- Бронзовый призёр чемпионата Европы U20 (2015).

## Личная жизнь
Надежда Макрогузова окончила Кубанский государственный университет физической культуры, спорта и туризма.
26 июля 2025 года вышла замуж за волейболиста Дмитрия Яковлева.
Сестра — Екатерина Макрогузова (род. 1994), участница чемпионатов России (2010—2017) и международных соревнований по пляжному волейболу. В 2017 году завершила игровую карьеру.